# Biserica de lemn din Todirești
Biserica de lemn „Sfinții Arhangheli Mihail și Gavriil” din Todirești, cunoscută și ca Biserica de lemn „Înălțarea Sfintei Cruci”, este un lăcaș de cult ortodox construit în anul 1782 în satul Todirești din comuna omonimă aflată în județul Suceava. Edificiul religios se află localizat în cimitirul satului și are două hramuri: Sfinții Arhangheli Mihail și Gavriil, sărbătorit la data de 8 noiembrie, și Înălțarea Sfintei Cruci, sărbătorit la data de 14 septembrie.
Biserica de lemn din Todirești a fost inclusă pe Lista monumentelor istorice din județul Suceava din anul 2015 la numărul 439, având codul de clasificare  SV-II-m-B-05653.

## Istoricul bisericii
Satul Todirești este situat la o distanță de aproximativ 17 km de orasul Suceava. Conform tradiției, moșia satului ar fi fost dăruită de domnitorul Alexandru cel Bun (1400-1432) unui căpitan de oaste cu numele de Toderașco.
Prima sa atestare documentară datează din 12 martie 1439, când domnitorii Iliaș și Ștefan obțin satul de la Mănăstirea Moldovița în schimbul unor danii. "Cu mila lui Dumnezeu, noi Ilie voievod, Domnul Țării Moldovei, și fratele domniei mele, Ștefan voievod ... am dat mănăstirii noastre care-i în Moldovița, care este hramul sfintei Bunei Vestiri, să dăm în fiecare an câte zece vase de vin, și cătră aceasta am dat mănăstirii posada, care este la Moldova, cu tot venitul, care se cuvine acestei posade. Și aceste le-am dat lor și mănăstirii noastre, pentru satul lor pe care l-am luat Toderești". Satul a fost invadat deseori de cetele de tătari care l-au prădat și distrus; în secolul al XVII-lea satul și biserica au fost complet distruse.
Biserica de lemn din Todirești datează din ultimul sfert al secolului al XVIII-lea, neexistând o pisanie sau vreun alt document care să ateste anul exact al construcției sale. Analizând o însemnare pe un Octoih tipărit la Râmnic în 1776, Ioana Panait-Cristache presupune că biserica de lemn din Soloneț este anterioară bisericii din Todirești: "Să se știe că această carte anume Octaih, este cumpărată împreună cu alte cărți anume un Triod, un Penticostar, o Liturghie, o Psaltire mică, un Catavasier cu tri grecesc, rusesc, românește cumpărate de satul Solonețu, împreună cu satul Todirești, la biserica din Soloneț, unde se prăznuiește hramul Sf. Nicolae ...". Cum biserica din Soloneț are o pisanie în care este trecut anul 1781 ca an al construcției, rezultă că biserica din Todirești a fost construită ulterior anului 1781.
Asemănările în privința tehnicii de construcție cu biserica din Soloneț îi fac pe Gh. Bratiloveanu și Mihai Spânu să concluzioneze că ambele bisericii au fost înălțate, probabil, de aceeași echipă de meșteri și în aceași perioadă. "Anuarul Arhidiecezei ortodoxe a Bucovinei" (Cernăuți, 1931) consideră anul 1782 ca an al construcției bisericii, el fiind preluat și de lucrările ulterioare în care se vorbește de această biserică. Cronica parohiei atestă că lucrările de construcție au fost conduse de meșterul Simion Ciocârlan.
Biserica a fost reparată de mai multe ori în decursul timpului. În secolul al XIX-lea, s-au efectuat unele modificări, fiind construit un pridvor deschis din zidărie de piatră, deasupra căruia se ridică un turn-clopotniță. Ulterior, pereții interiori și exteriori au fost tencuiți, iar învelitoarea din șindrilă a fost înlocuită cu unul din tablă. În anul 1934 a fost construit un turn clopotniță din lemn la intrarea în curtea bisericii.
În anul 1963, după cum atestă un istoric amplasat deasupra intrării, biserica a fost acoperită din nou cu tablă zincată, prin contribuția benevolă a credincioșilor și cu strădania preotului paroh Constantin Crainicu, a primului epitrop și casier Ilie a Nicolai Tipa, precum și a tututor membrilor din Consiliul și Comitetul parohial.
În anul 1998, a fost construită în sat o biserică nouă de lemn cu hramurile "Sfinții Constantin și Elena" și "Ștefan cel Mare și Sfânt". Biserica nouă se află la șoseaua principală ce tranzitează localitatea.

## Arhitectura bisericii
Biserica de lemn din Todirești este construită din bârne de brad, încheiate în "coadă de rândunică", iar talpa este cioplită în lemn de stejar. Ea a fost clădită pe un soclu de piatră, ulterior tencuit. Pentru a proteja edificiul de intemperii, pereții din bârne au fost ulterior tencuiți. Edificiul are un acoperiș cu pante repezi, cu streașină foarte largă (2.00 m) în partea de vest și cu o învelitoare din tablă zincată. Streașina este susținută de console formate prin prelungirea căpriorilor.
Monumentul are formă dreptunghiulară și dimensiuni mici (5.25x12.95 m), cu absida altarului pentagonală decroșată față de restul corpului construcției și cu pridvor deschis, pe latura de sud. Lăcașul de cult este prevăzut cu o singură ușă, aflată în peretele sudic al pronaosului.
În interior, biserica este împărțită în patru încăperi: pridvor, pronaos, naos și altar. Pereții interiori și exteriori și bolta bisericii au fost tencuiți. Pridvorul situat pe latura de sud este deschis, deasupra sa aflându-se un mic turn-clopotniță. El este construit din zidărie de piatră (element constructiv care deosebește biserica din Todirești de alte biserici de lemn), fiind susținut de patru stâlpi care formează trei goluri încheiate cu arcuri în plin cintru. Ușa de intrare are un ancadrament decorat cu o înlănțuire de opturi ce pornesc de pe un soclu simplu, dezvoltată pe o singură parte a ramei.
Pronaosul are o formă dreptunghiulară (3.10x5.25 m), având dispusă o fereastră îngustă (0.45x0.60 m) încheiată cu arc în plin cintru pe peretele de vest. Tavanul plan din scânduri groase este susținut de două grinzi longitudinale și două transversale. Între pronaos și naos se află un gol (1.25x1.75 m), situat la mijlocul peretelui despărțitor din bârne. Naosul are și el o formă dreptunghiulară (5.25x5.70 m), cu câte o fereastră dreptunghiulară încheiată cu arc în plin cintru pe laturile de nord și de sud. Deasupra naosului se află o boltă semicilindrică sprijinită pe un arc dublou, plasat pe axul transversal al încăperii și este retrasă de la perete cu 0.50 m.
Altarul are o absidă decroșată de formă pentagonală, iar în decroșurile de nord și de sud se află proscomidiarul și diaconiconul. Catapeteasma se află avansată cu 1.25 m vest față de nivelul decroșului. Aici se află două ferestre: una dreptunghiulară de dimensiuni egale cu cele din naos este în axa absidei și o a doua fereastră de dimensiuni mai mici în peretele estic al proscomidiarului. Deasupra altarului se află o boltă semicilindrică.

## Imagini

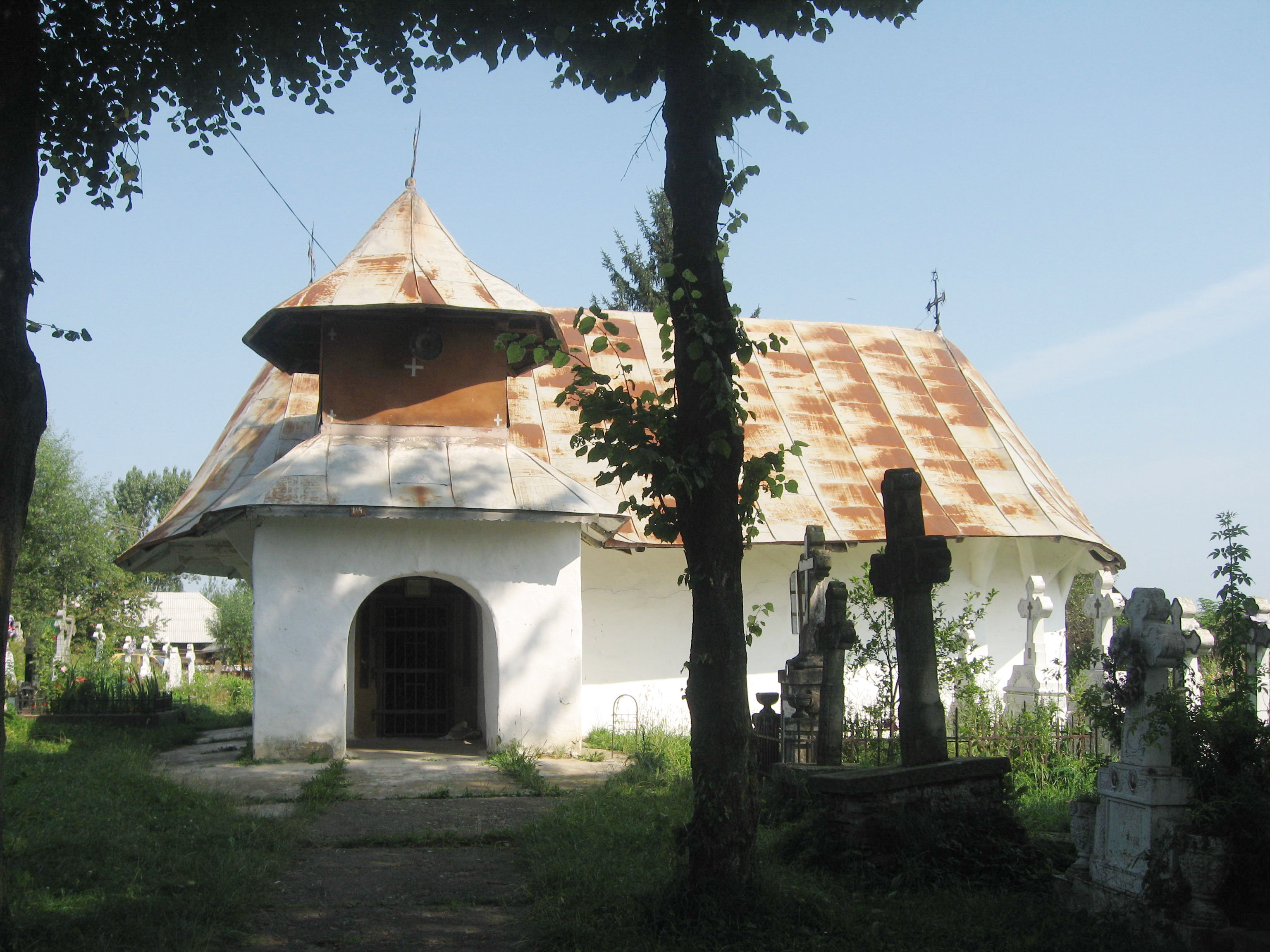
Biserica de lemn văzută dinspre intrarea în cimitir
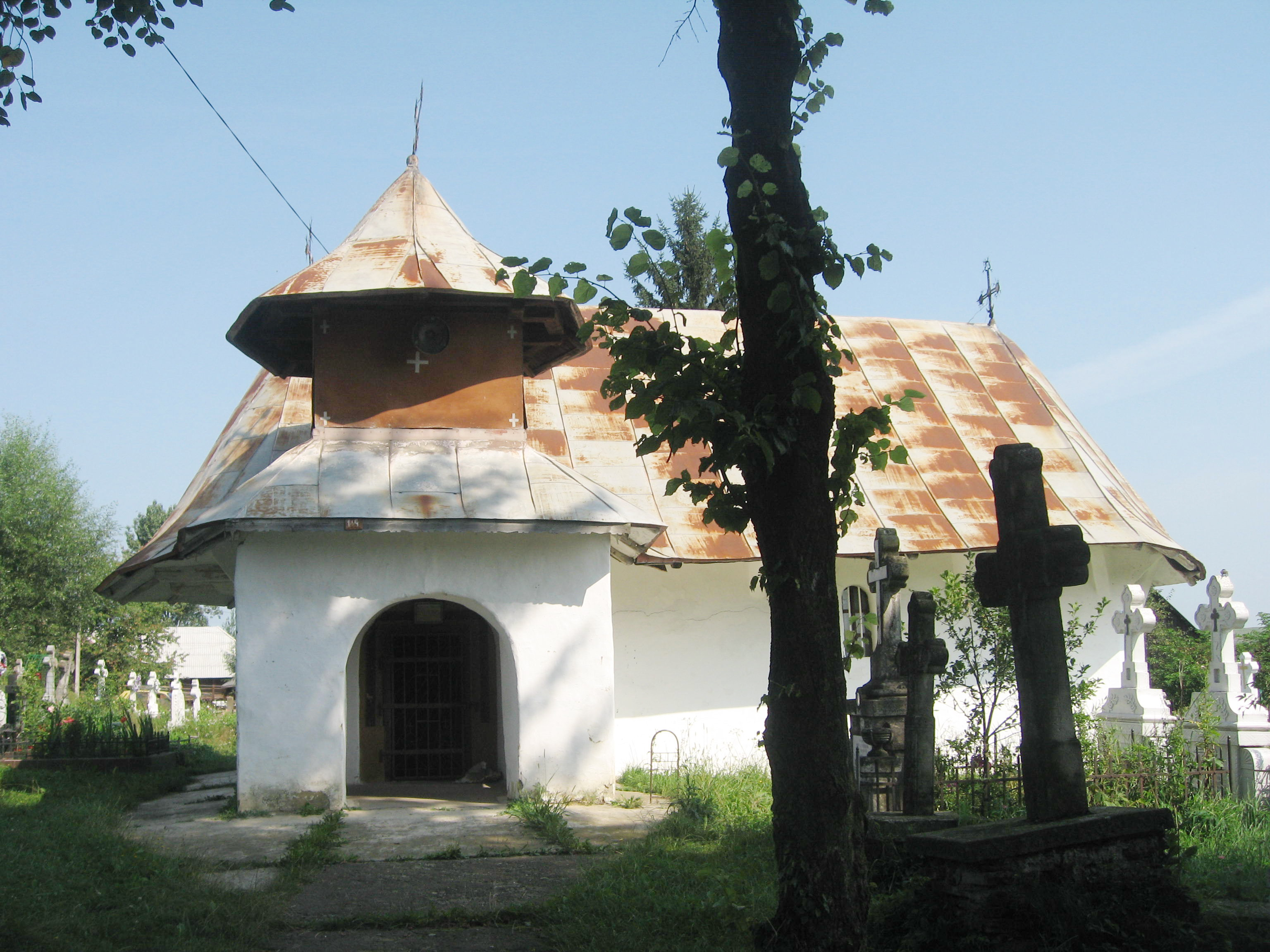
Biserica de lemn văzută dinspre intrarea în cimitir
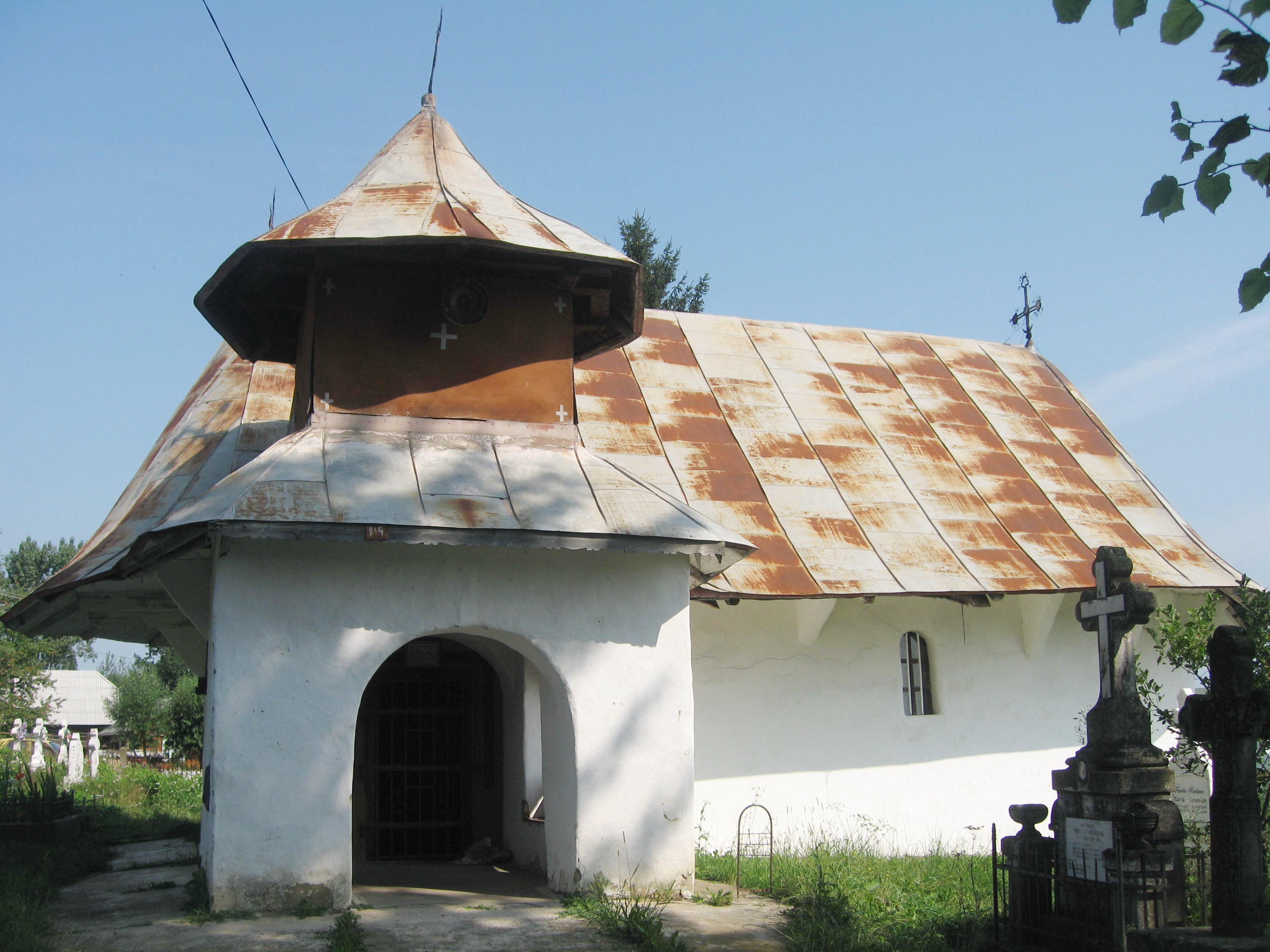
Latura sudică
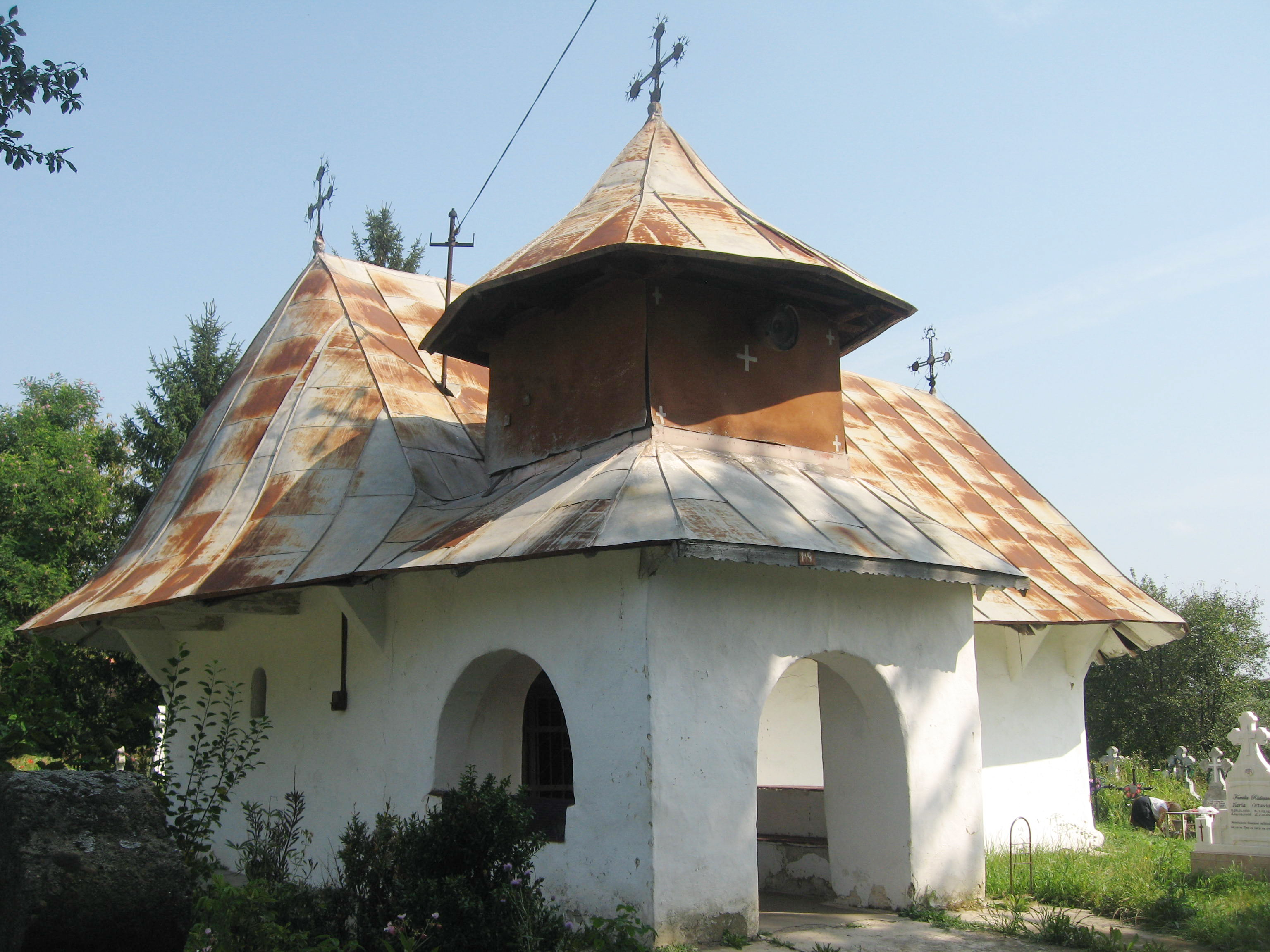
Vedere dinspre sud-vest
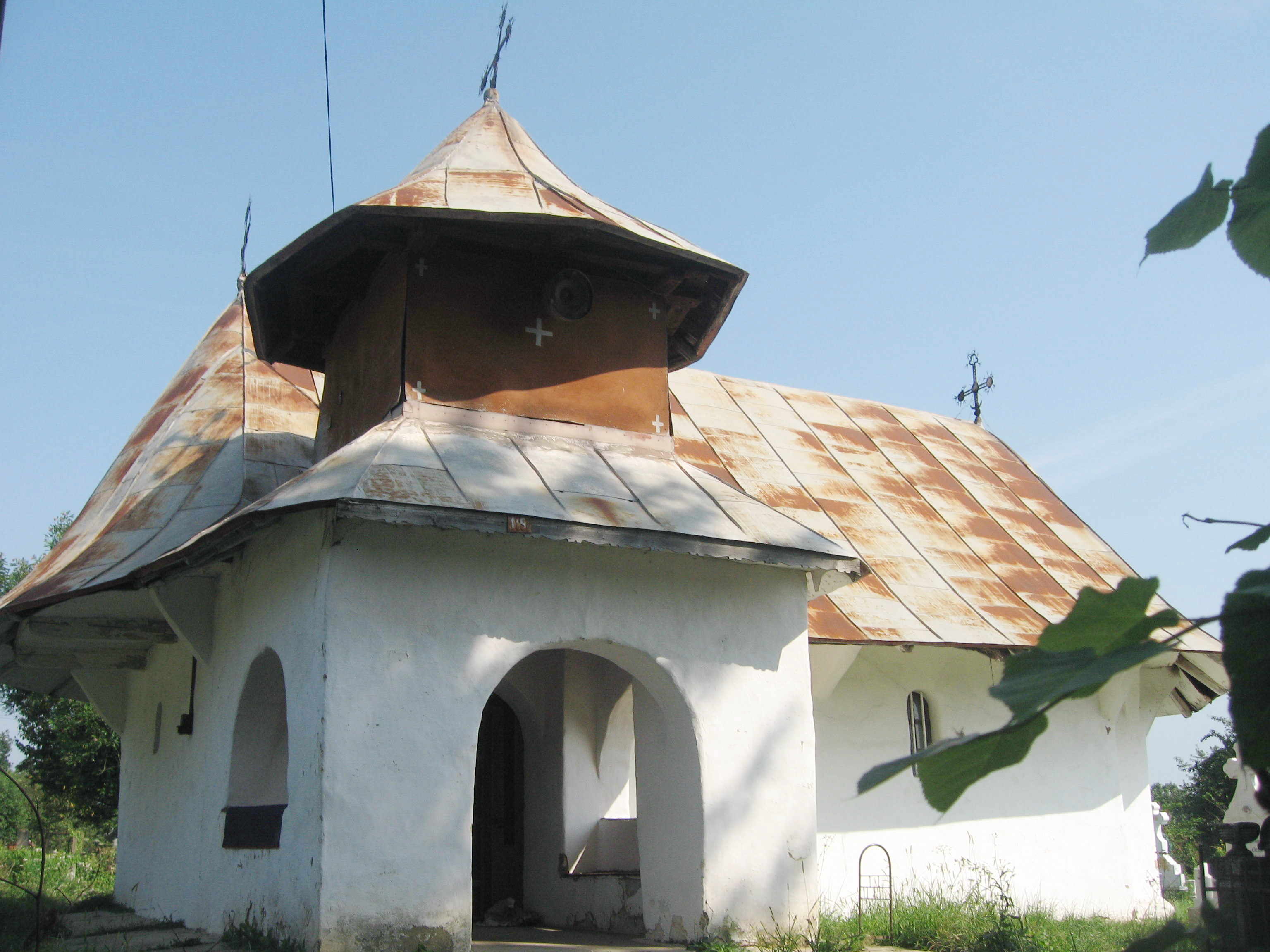
Vedere dinspre sud-vest
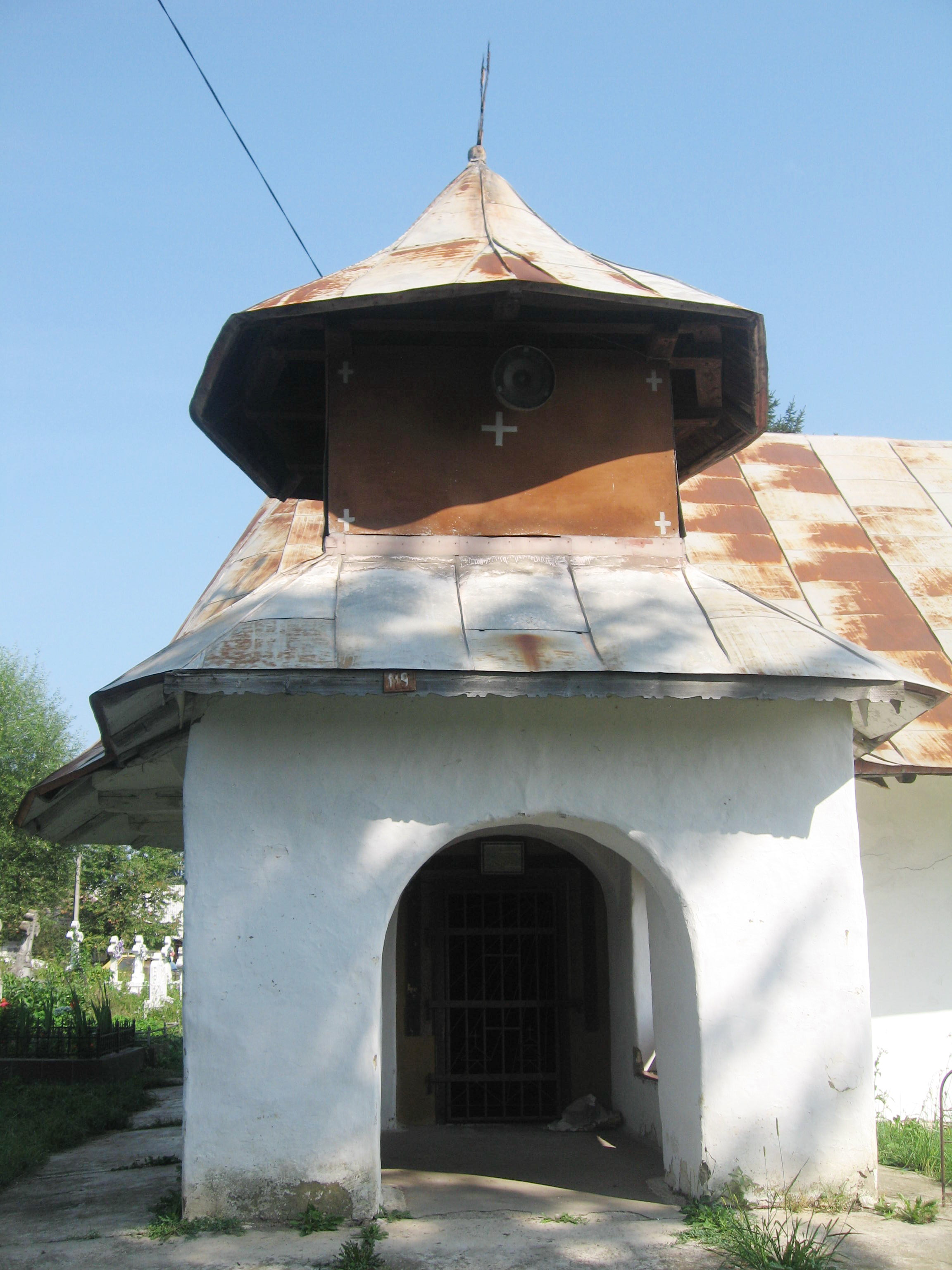
Pridvorul și turnul clopotniță de deasupra sa
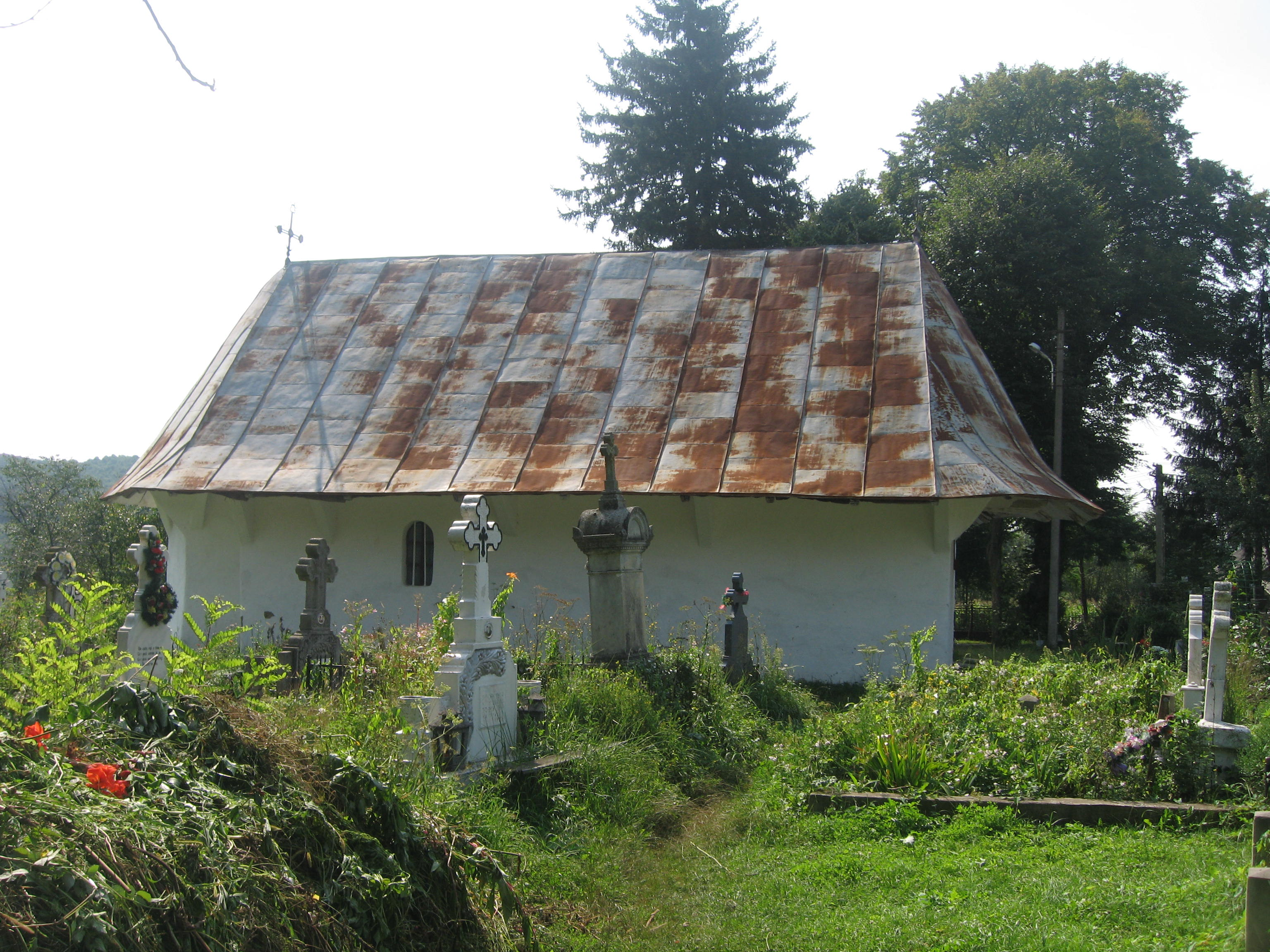
Latura nordică
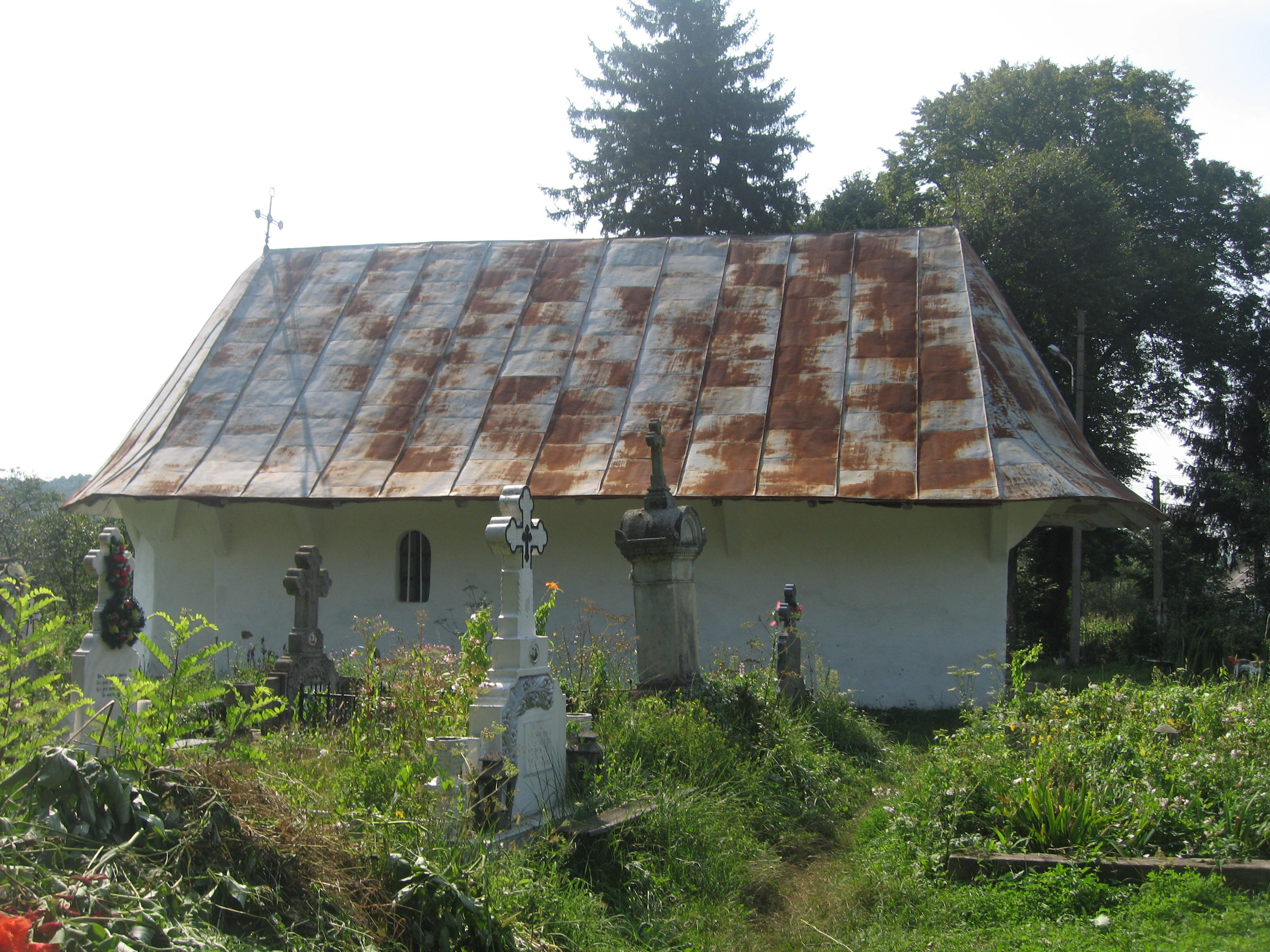
Latura nordică
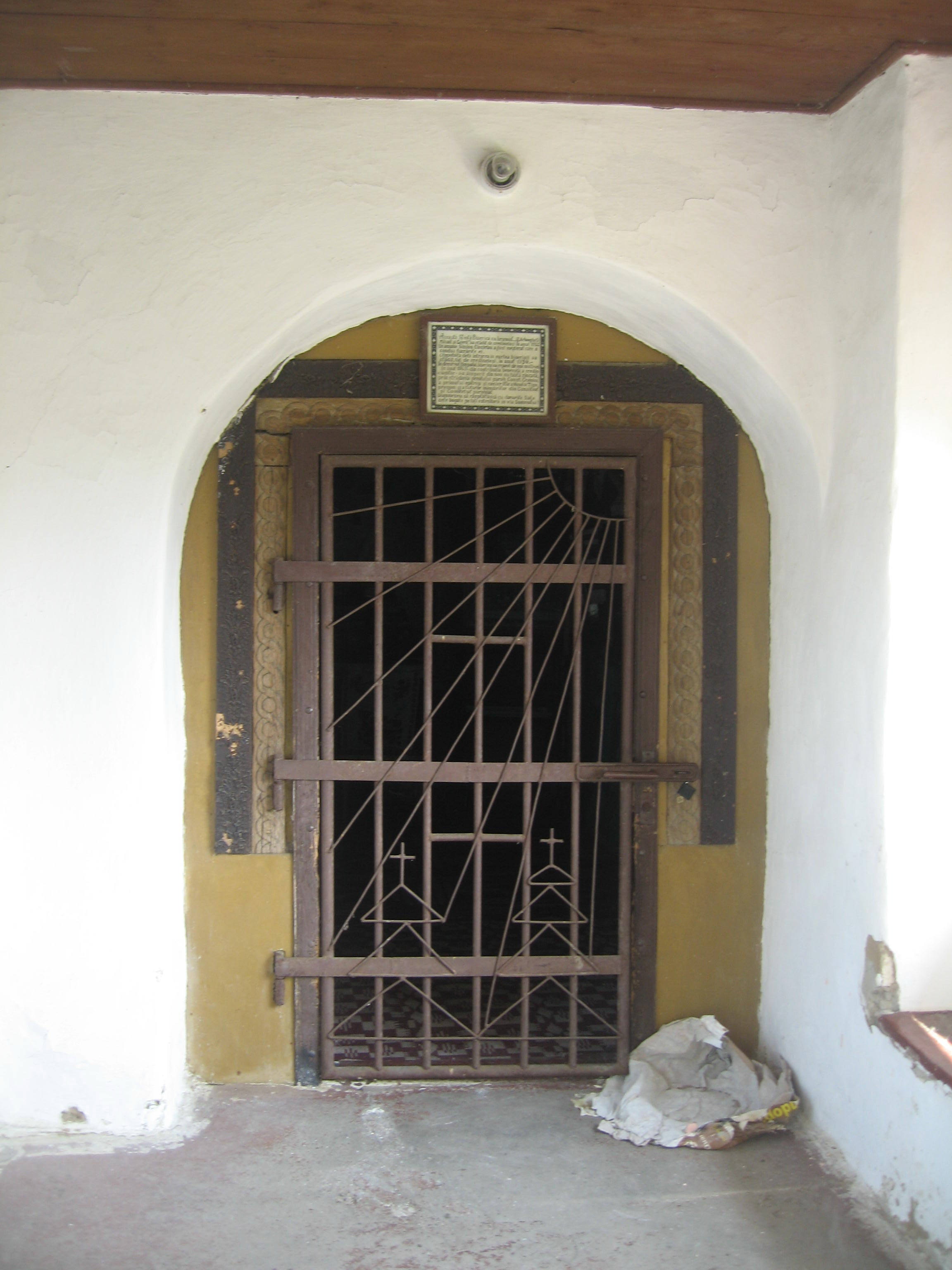
Intrarea în biserică
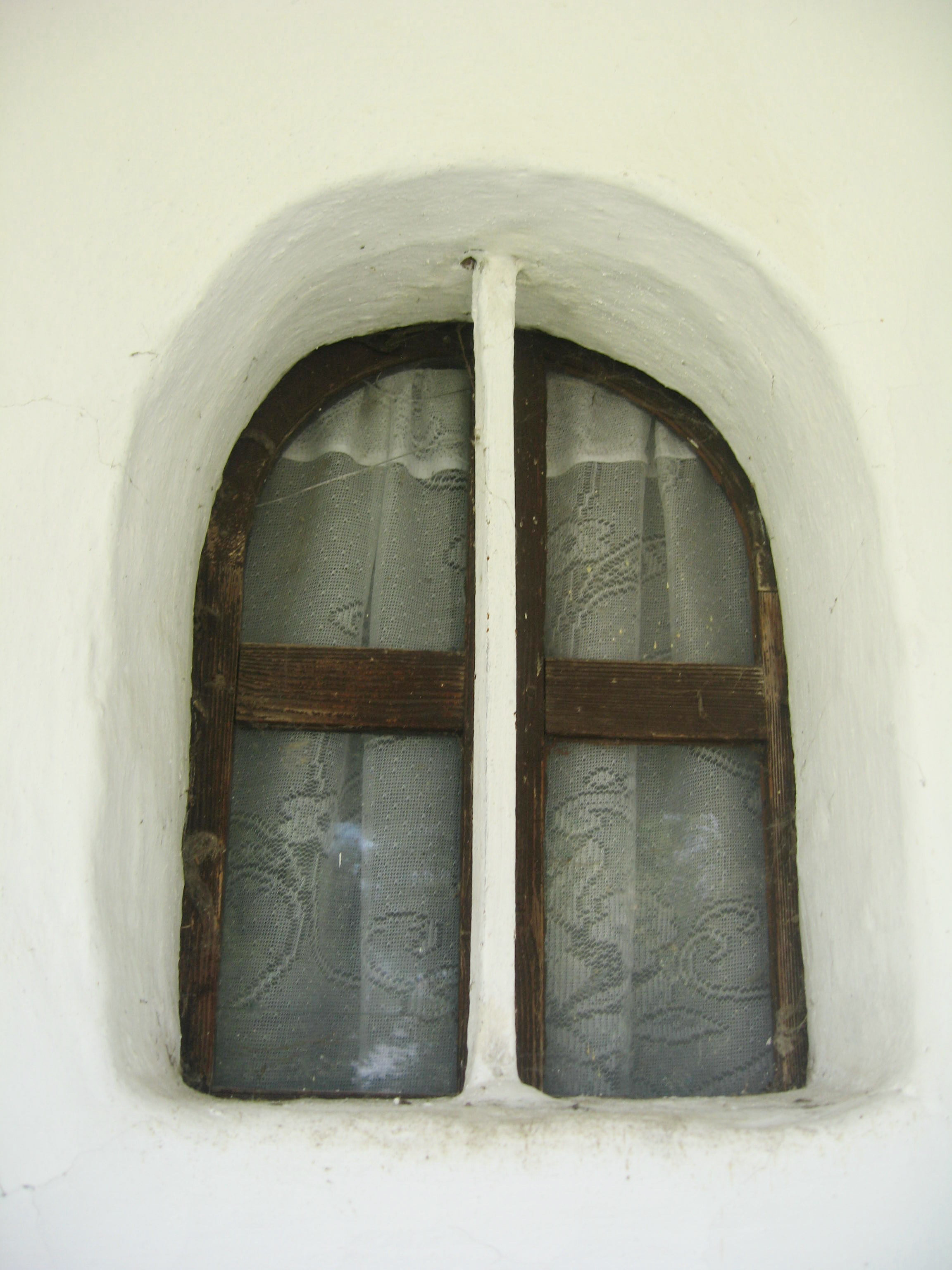
Fereastră în peretele de vest
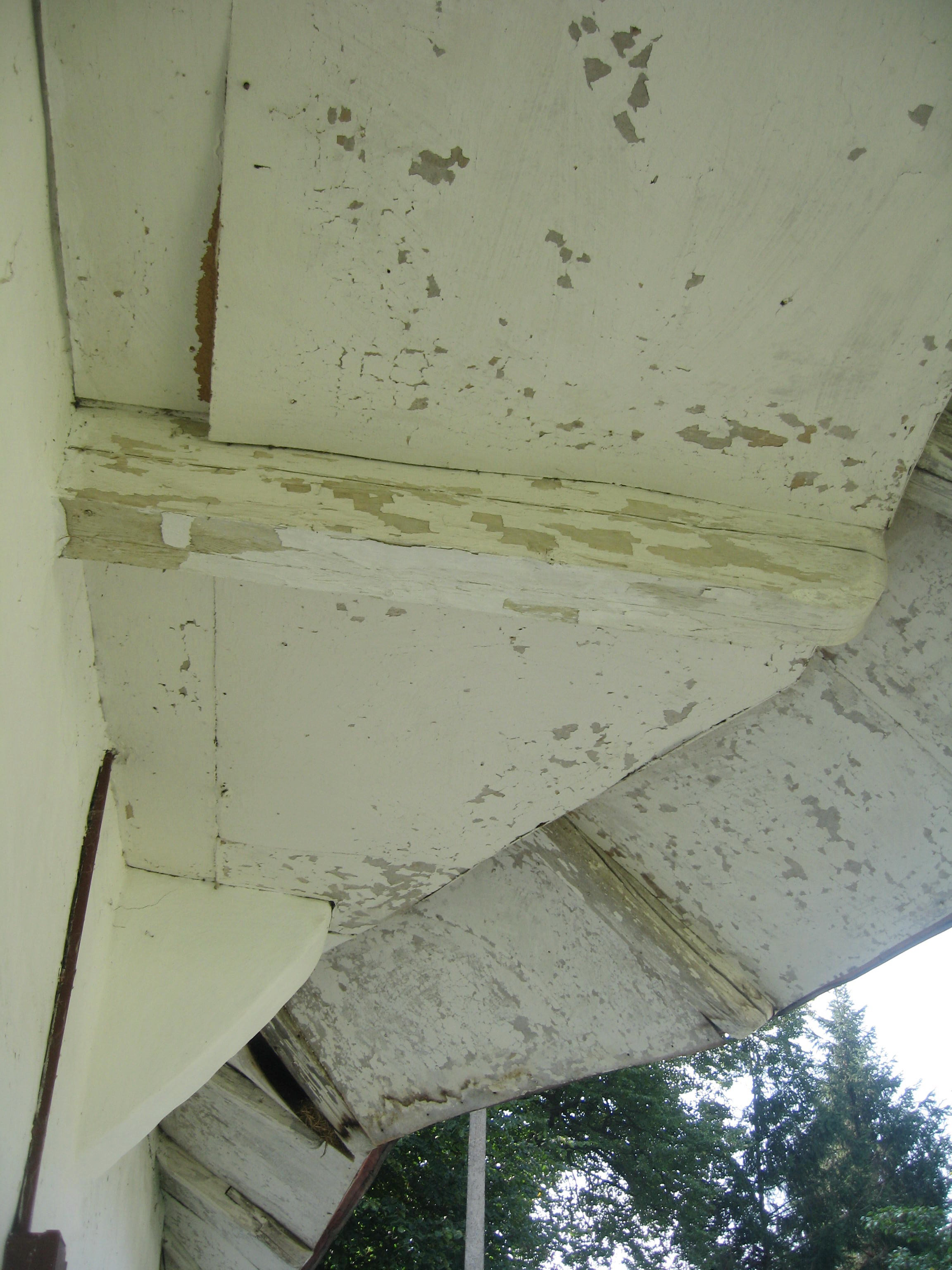
Cosoroabă
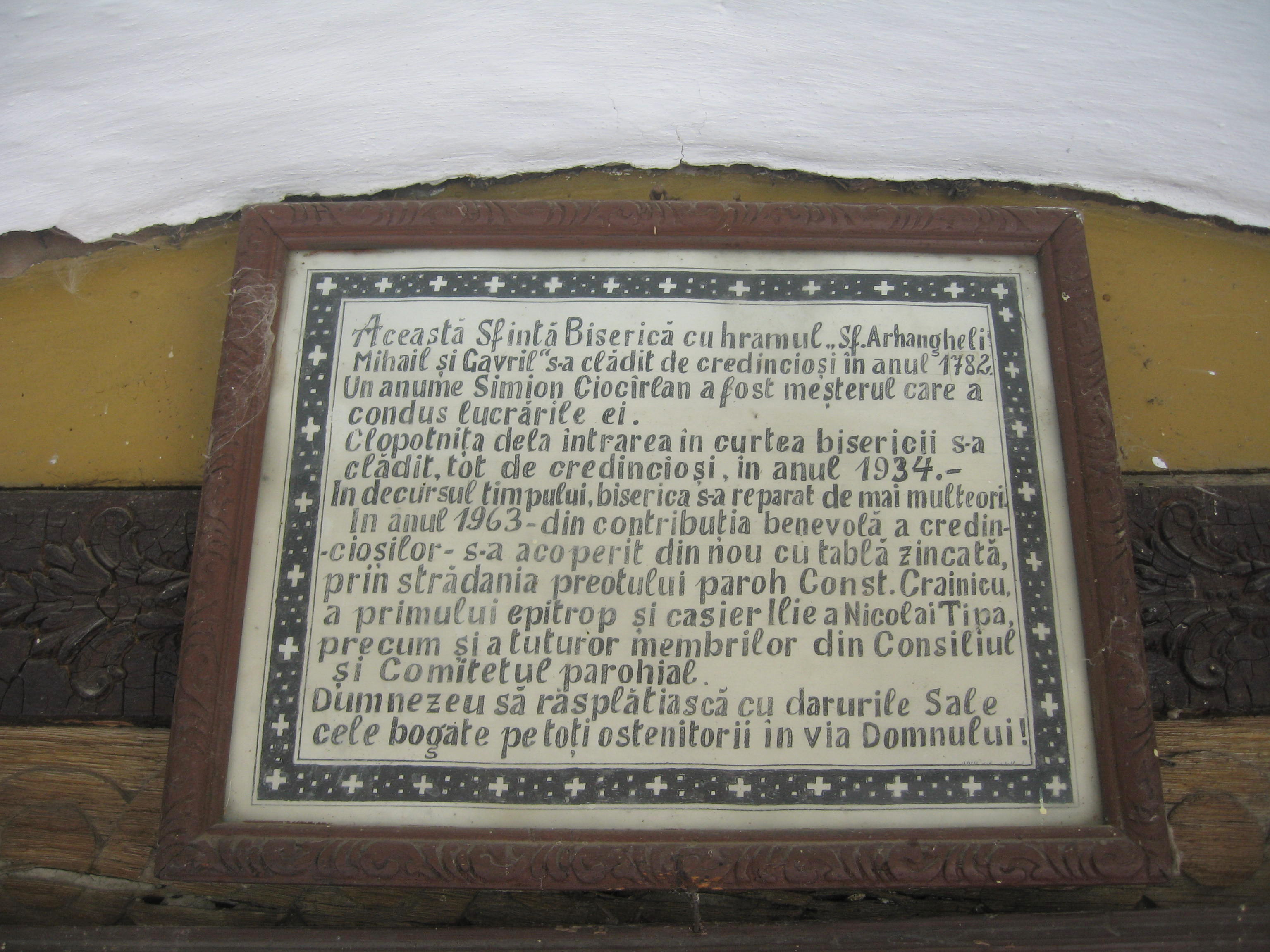
Istoric al bisericii amplasat deasupra intrării
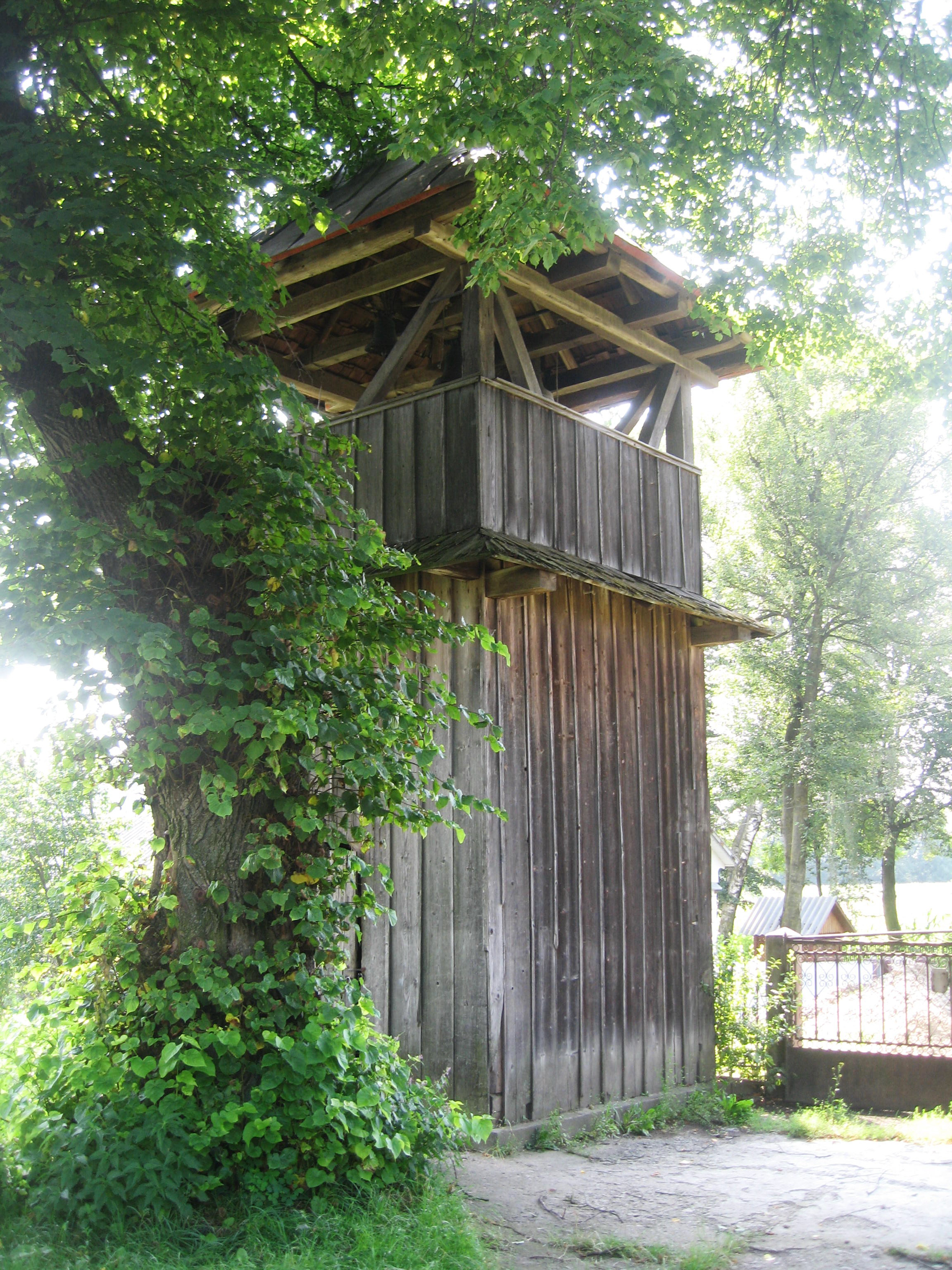
Turnul clopotniță din lemn
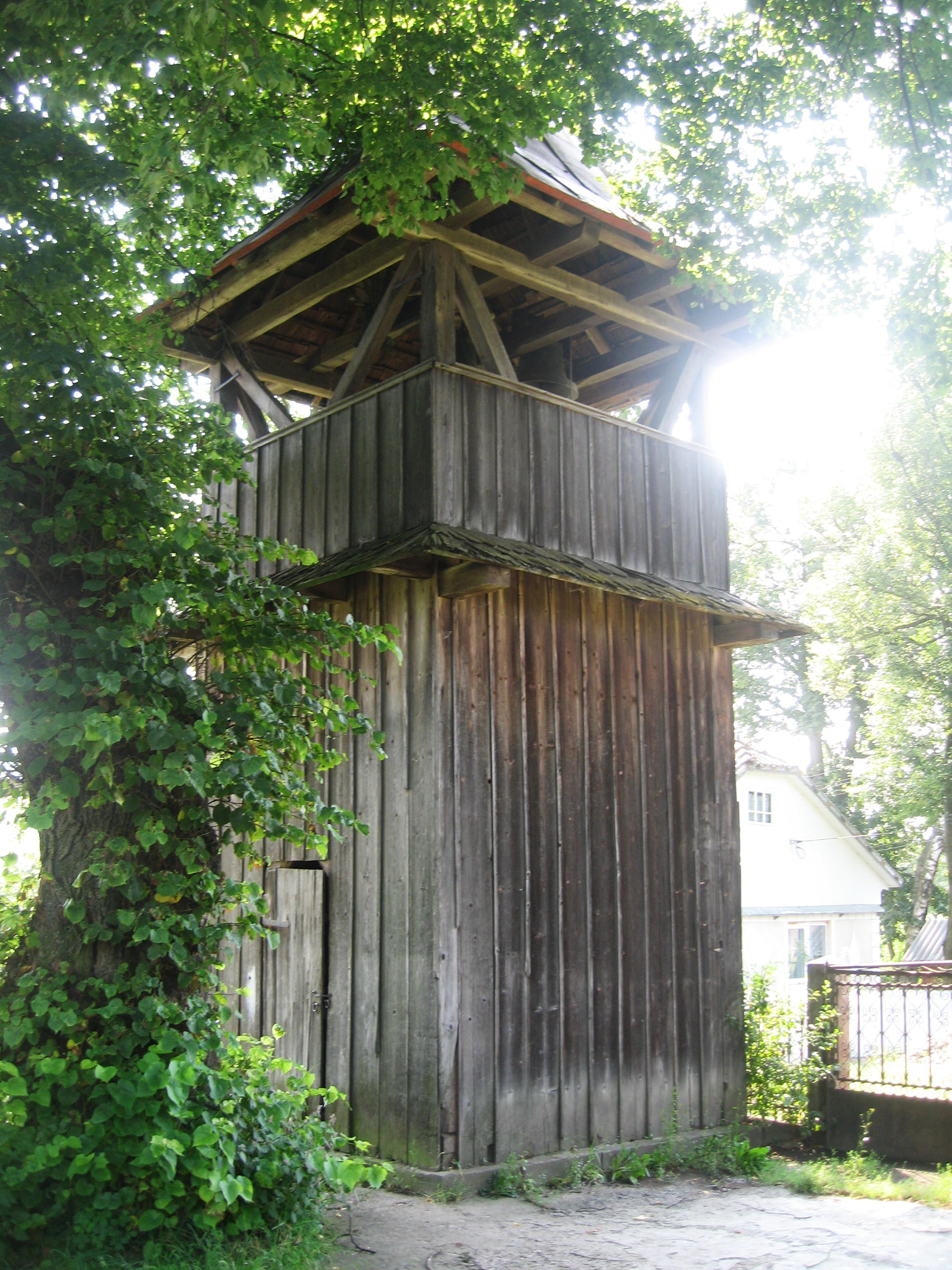
Turnul clopotniță din lemn